# 拟凯刺蛾属
拟凯刺蛾属（学名：Pseudocaissa）是刺蛾科的一属。

## 下属物种
本属包括以下物种：
- Pseudocaissa apiata Solovyev & Witt, 2009
- 奇拟凯刺蛾 Pseudocaissa marvelosa (Yoshimoto, 1994)